# مقاطعة رودسر
مقاطعة رودسر (بالفارسية: شهرستان رودسر) هي إحدى مقاطعات محافظة غيلان في إيران. عاصمة المقاطعة هي رودسر. حسب تعداد 2006، بلغ عدد السكان 144,576 نسمة في 42,004 عائلة.